# Hohle (Wüstung)
Die Hohle ist eine Wüstung in der Stadt Stadtilm im Ilm-Kreis in Thüringen.

## Lage
Die Wüstung Hohle befindet sich einen Kilometer nordwestlich des Ortsteils Großliebringen am südwestlich geneigten Fuß des Wäldchens Loh unmittelbar in der Nähe der älteren Straße nach Stadtilm (heute mehr Fußweg).

## Geschichte
Die Hohle ist wahrscheinlich identisch zu einer Siedlung in der Großliebringer Hohle am nordwestlichen Rand des Deubetals, welche im 9.–10. Jahrhundert wüst gefallen ist. Bestätigt werden konnten Scherbenfunde. Auch der Bevölkerung vor Ort ist die Stelle bekannt. Neuerdings weist man sogar auf die Dorfstelle mit einer Gastwirtschaft hin.